# 679
سنة 679 م كانت سنة بسيطة تبدأ يوم السبت (الرابط يظهر نموذج التقويم الكامل للسنة) من التقويم اليولياني. بدأت تسمية السنة ب679 منذ العصور الوسطى المبكرة، عندما أصبح تقويم أنو دوميني هو الأسلوب السائد في أوروبا لتسمية السنوات.

## مواليد
- البابا زكريا

## وفيات
- أبو مسعود البدري صحابي من الأنصار
- بيروز الثالث
- داجوبيرت الثاني
- صفوان بن المعطل